# Małgorzata Hołub-Kowalik
Małgorzata Hołub (née le 30 octobre 1992 à Koszalin) est une athlète polonaise, spécialiste du 400 mètres.

## Biographie
Elle participe aux Championnats du monde jeunesse à Moncton en 2010 sur relais 4 × 400 m et remporte une médaille d'argent lors des Championnats d'Europe junior à Tallinn en 2011, avant de terminer 4e à Tampere en 2013 sur 400 m individuel et d'y remporter la médaille d'or du relais.
Le 20 mars 2016, Hołub devient vice-championne du monde en salle avec ses coéquipières du relais 4 x 400 m lors des championnats du monde en salle de Portland derrière les États-Unis (3 min 26 s 38) mais devant la Roumanie (3 min 31 s 31). Le 8 juillet, la Polonaise se classe 5e de la finale du 400 m des Championnats d'Europe d'Amsterdam en 51 s 89, comme deux ans auparavant à Zurich.
Le 25 août 2017, elle décroche la médaille d'or de l'Universiade à Taipei en 51 s 76 puis le 28 août sur le relais 4 x 400 m, en 3 min 26 s 75.
Le 4 mars 2018, elle remporte la médaille d'argent du relais 4 x 400 m des championnats du monde en salle de Birmingham en 3 min 26 s 09, record de Pologne en salle.

## Palmarès
| Date | Compétition                       | Lieu           | Résultat | Épreuve         | Temps                    |
| ---- | --------------------------------- | -------------- | -------- | --------------- | ------------------------ |
| 2011 | Championnats d'Europe juniors     | Tallinn        | 2e       | 4 × 400 m       | 3 min 35 s 35            |
| 2013 | Championnats d'Europe espoirs     | Tampere        | 4e       | 400 m           | 52 s 28                  |
| 2013 | Championnats d'Europe espoirs     | Tampere        | 1re      | 4 × 400 m       | 3 min 29 s 74            |
| 2014 | Championnats du monde en salle    | Sopot          | 4e       | 4 × 400 m       | 3 min 29 s 89            |
| 2014 | Relais mondiaux de l'IAAF         | Nassau         | 5e       | 4 × 400 m       | 3 min 27 s 37            |
| 2014 | Championnats d'Europe             | Zurich         | 5e       | 400 m           | 51 s 84                  |
| 2014 | Championnats d'Europe             | Zurich         | 5e       | 4 × 400 m       | 3 min 25 s 73            |
| 2014 | Coupe continentale                | Marrakech      | 2e       | 4 × 400 m       | 3 min 24 s 12            |
| 2015 | Championnats d'Europe en salle    | Prague         | 3e       | 4 × 400 m       | 3 min 31 s 90            |
| 2015 | Relais mondiaux de l'IAAF         | Nassau         | 5e       | 4 × 400 m       | 3 min 29 s 30            |
| 2015 | Universiade                       | Gwangju        | 2e       | 400 m           | 51 s 93                  |
| 2015 | Universiade                       | Gwangju        | 1re      | 4 × 400 m       | 3 min 31 s 98            |
| 2016 | Championnats du monde en salle    | Portland       | 2e       | 4 x 400 m       | 3 min 31 s 15            |
| 2016 | Championnats d'Europe             | Amsterdam      | 5e       | 400 m           | 51 s 89                  |
| 2016 | Championnats d'Europe             | Amsterdam      | 4e       | 4 x 400 m       | 3 min 27 s 60            |
| 2016 | Jeux olympiques                   | Rio de Janeiro | 6e       | 4 x 400 m       | 3 min 27 s 28            |
| 2017 | Championnats d'Europe en salle    | Belgrade       | 6e       | 400 m           | 54 s 29                  |
| 2017 | Championnats d'Europe en salle    | Belgrade       | 1re      | 4 x 400 m       | 3 min 29 s 94            |
| 2017 | Relais mondiaux de l'IAAF         | Nassau         | 2e       | 4 × 400 m       | 3 min 28 s 28            |
| 2017 | Championnats d'Europe par équipes | Lille          | 1re      | 4 x 400 m       | 3 min 27 s 60            |
| 2017 | Championnats du monde             | Londres        | 3e       | 4 x 400 m       | 3 min 25 s 81            |
| 2017 | Universiade                       | Taipei         | 1re      | 400 m           | 51 s 76                  |
| 2017 | Universiade                       | Taipei         | 1re      | 4 x 400 m       | 3 min 26 s 75            |
| 2018 | Championnats du monde en salle    | Birmingham     | 2e       | 4 x 400 m       | 3 min 26 s 09            |
| 2018 | Championnats d'Europe             | Berlin         | 1re      | 4 x 400 m       | 3 min 26 s 59            |
| 2019 | Championnats d'Europe en salle    | Glasgow        | 1re      | 4 x 400 m       | 3 min 28 s 77            |
| 2019 | Relais mondiaux de l'IAAF         | Yokohama       | 1re      | 4 x 400 m       | 3 min 27 s 49            |
| 2019 | Championnats d'Europe par équipes | Bydgoszcz      | 1re      | 4 x 400 m       | 3 min 24 s 81            |
| 2019 | Championnats du monde             | Doha           | 2e       | 4 x 400 m       | 3 min 21 s 89            |
| 2019 | Jeux mondiaux militaires          | Wuhan          | 1re      | 4 x 400 m       | 3 min 27 s 84            |
| 2021 | Jeux olympiques                   | Tokyo          | 1re      | 4 × 400 m mixte | Participation aux séries |
| 2022 | Championnats d'Europe             | Munich         | 2e       | 4 × 400 m       | Participation aux séries |

## Records
| Épreuve    | Épreuve   | Temps   | Lieu   | Date            |
| ---------- | --------- | ------- | ------ | --------------- |
| 400 mètres | Plein air | 51 s 18 | Lublin | 21 juillet 2018 |
| 400 mètres | En salle  | 52 s 57 | Toruń  | 18 février 2018 |